# Doman Rogoyski
Doman Rogoyski (ur. 29 listopada 1903 w Witkowicach, zm. 1987) – dyplomata polski, w Ministerstwie Spraw Zagranicznych (1926–1939), sekretarz Józefa Becka (1938–1944), od 1947 r. w USA.